# Bosquerola menjacucs
La bosquerola menjacucs (Helmitheros vermivorum) és un ocell de la família dels parúlids (Parulidae) i única espècie del gènere Helmitheros (Rafinesque, 1819) 

## Hàbitat i distribució
D'hàbits migratoris, cria al sotabosc dels boscos de l'est dels Estats Units.